# Либано, Джулио
Джулио Либано (итал. Giulio Libano; 31 августа 1923, Верчелли — 16 октября 2016, Милан) — итальянский трубач, аранжировщик, дирижёр и джазмен.

## Биография
Учился в миланской консерватории. Начал свою музыкальную карьеру в группе «Asternovas», которую создал в 1943 году Фред Бускальоне. Потом Либано работал аранжировщиком и инструменталистом в оркестре Джордано Бруно Мартелли, с которым он гастролировал в течение нескольких лет в Италии, Европе и на Ближнем Востоке.
В 1950-х годах жил в Милане, где работал с такими местными музыкантами как Франко Черри, Пино Кальви, Глауко Мазетти и Джил Куппини и другими. Также в Милане он работал художественным руководителем на лейблах Italdisc и SAAR, где принимал участие в записи таких артистов как: Мина Маццини, Адриано Челентано, Тони Даллара и Джонни Дорелли. В 1959 году он был аранжировщиком и дирижёром во время миланских сессий Чета Бейкера, которые были опубликованы на пластинках.
В 1960-х и 1970-х годах создавал аранжировки к песням таких исполнителей, как: Фаусто Леали, Никола ди Бари, Пеппино Галльярди, Ориетта Берти, Марино Баррето и Никола Арильяно. Участвовал в создании итальянских постановок песен таких певцов, как: Далида, Франсуаза Арди, Пэт Бун, Петула Кларк, Бен Кинг и Катерина Валенте. Работал в США и Канаде, где бра участие над созданием альбомов для Конни Фрэнсис и Тони Массарелли. Также выступал на фестивалях в Южной Америке с Тони Даллара и Фаусто Леали.
В последующие годы для Либано прошли в непрерывных совместных работах в области джаза, вместе с Четом Бейкером, Бадди Колеттом, Клодом Уилльямсом и Бадом Шенком за рубежом и в Италии с Джорджо Гаслини, Ренато Селлани, Франко Черри и другими. Он писал музыку для рекламных роликов и звукового сопровождения. Либано много раз принимал участие на Фестивале в Сан-Ремо, как аранжировщик и дирижёр.
В начале 1980-х годов Либано вместе с Ренато Селланти сочинял музыку для шоу и театральных комедий с участием Эрнесто Калиндри, Вальтера Кьяри, Энрико Беруши, Джанрико Тедеши, Ренцо Монтаньяни, Иваны Монти, Сильвы Кошини и других актёров. Принимал участие в создании пластинок тенора Джузеппе ди Стефано, а также выступал в общественных школах и консерваториях в Милане и Кальяри.
В 2000-х годах Либано продолжал работать с различными артистами, включая Паоло Фрезу.